# Handle System
El sistema de maneig és el registre propietari de la Corporació per a Iniciatives Nacionals de Recerca que assigna identificadors persistents,o identificadors,als recursos d'informació i per resoldre «aquells identificadors en la informació necessària per localitzar,accedir i fer-ne ús d'una altra manera».
Igual que amb els identificadors que s'utilitzen en altres llocs de la informàtica, els identificadors del sistema de maneig són opacs i no codifiquen cap informació sobre el recurs subjacent, només estan vinculats a metadades relacionades amb el recurs.En conseqüència,els canvis a les metadades no invaliden els identificadors.
El sistema va ser desenvolupat per Bob Kahn a la Corporació per a Iniciatives Nacionals de Recerca (CNRI). El treball original va ser finançat per la Defense Advanced Research Projects Agency (DARPA) entre 1992 i 1996, com a part d'un marc més ampli per als serveis d'objectes digitals distribuïts, i,per tant, era contemporani amb el primer desplegament de la World Wide Web,amb objectius semblants.
El sistema Handle es va implementar per primera vegada a la tardor de 1994 i va ser administrat i operat pel CNRI fins al desembre de 2015, quan es va introduir un nou mode d'operació «administrador multiprimari» (MPA). La Fundació DONA ara administra el Registre de maneig global del sistema i acredita les AMP, com ara el CNRI i la Fundació Internacional DOI. Actualment,el sistema proporciona la infraestructura subjacent per a sistemes basats en identificadors com els identificadors d'objectes digitals i DSpace, que s'utilitzen principalment per proporcionar accés a documents acadèmics,professionals i governamentals i altres recursos d'informació.
El CNRI proporciona especificacions i el codi font per a les implementacions de referència per als servidors i protocols utilitzats al sistema sota una «Llicència Pública» lliure de drets d'autor,similar a una llicència de codi obert.
Actualment s'estan executant milers de serveis de maneig. Més de 1.000 d'aquests es troben a universitats i biblioteques,però també estan en funcionament en laboratoris nacionals,grups de recerca, agències governamentals i empreses comercials,i reben més de 200 milions de sol·licituds de resolució al mes.

## Especificacions
El sistema de maneig es defineix als RFC informatius 3650, 3651 i 3652 de l'Internet Engineering Task Force (IETF) ;inclou un conjunt obert de protocols,un espai de noms i una implementació de referència dels protocols. El CNRI proporciona documentació,programari i informació relacionada en un lloc web dedicat
Els identificadors consisteixen en un prefix que identifica una "autoritat de denominació" i un sufix que dona el "nom local" d'un recurs.De manera similar als noms de domini, els prefixos s'emeten a les autoritats de denominació per un dels "administradors multiprimaris" del sistema amb el pagament d'una quota,que s'ha de renovar anualment.Una autoritat de denominació pot crear qualsevol nombre d'identificadors, amb "noms locals" únics dins dels seus prefixos assignats.Un exemple de mànec és:
- 20.1000/100
- 10.1000/182

En el primer exemple, que és el mànec per al HANDLE. NET, 20.1000 és el prefix assignat a l'autoritat de nomenclatura (en aquest cas, el mateix Handle.net) i 100 és el nom local dins d'aquest espai de noms.El nom local pot consistir en qualsevol caràcter del conjunt de caràcters Unicode UCS-2 .El prefix també consta de qualsevol caràcter UCS-2, que no sigui "/".Els prefixos consisteixen en un o més segments d'autoritat de denominació, separats per punts, que representen una jerarquia d'autoritats de denominació.Així, a l'exemple 20 és el prefix d'autoritat de nomenclatura per a CNRI, mentre que 1000 designa una autoritat de nomenclatura subordinada dins del prefix 20. Altres exemples de prefixos de primer nivell per a les autoritats federades de nomenclatura de la Fundació DONA són 10 per als identificadors DOI; 11 per als identificadors assignats per la UIT ; 21 per a les nanses emeses per la Gesellschaft für wissenschaftliche Datenverarbeitung mbH Göttingen (GWDG),el centre de computació científica de la Universitat de Göttingen ; i 86 per a la Coalition of Handle Services - Xina. Els prefixos "legats" més antics emesos pel CNRI abans que s'instituïa l'estructura d'"administrador multiprimari" (MPA) solen ser de quatre de cinc dígits, com en el segon exemple anterior, un maneig administrat per la Universitat de Leicester.Tots els prefixos s'han d'inscriure al Registre Global Handle a través d'un registrador aprovat per la Fundació DONA, normalment per una tarifa.
Igual que amb altres usos dels mànecs en informàtica,el mànec és opac; és a dir, no codifica cap informació sobre el recurs subjacent i només proporciona els mitjans per recuperar metadades sobre el recurs.
Això es pot contrastar amb un Localitzador uniforme de recursos (URL),que pot codificar dins de l'identificador atributs del recurs com el protocol que s'utilitzarà per accedir al servidor que conté el recurs, el nom d'amfitrió del servidor i el número de port, i potser fins i tot la ubicació. especificacions com ara el nom d'un fitxer al sistema de fitxers del servidor que conté el recurs. Al sistema de maneig, aquestes dades específiques no es codifiquen a la identificació, sinó que es troben a les metadades a les quals està vinculada la identificació.
Les metadades poden incloure molts atributs del recurs d'informació, com ara la seva ubicació, les formes en què està disponible, els tipus d'accés (per exemple, "gratuït" o "de pagament") que s'ofereixen i a qui. El processament de les metadades per determinar com i on s'ha d'accedir al recurs, i el subministrament del recurs a l'usuari, es realitzen en un pas separat, anomenat "resolució", mitjançant un Resolver, un servidor que pot ser diferent del els implicats en l'intercanvi de la maneta per a les metadades. A diferència dels URL, que poden no ser vàlids si les metadades incrustades en ells no són vàlides, els identificadors no es tornen vàlids i no cal que canviïn quan canvien les ubicacions o altres atributs de metadades. Això ajuda a evitar la putrefacció de l'enllaç, ja que els canvis en el recurs d'informació (com ara la ubicació) només s'han de reflectir en els canvis a les metadades, en lloc dels canvis en cada referència al recurs.
Cada handle pot tenir el seu propi administrador i l'administració dels handles es pot fer en un entorn distribuït, similar als noms de domini DNS.Les vinculacions de nom a valor també es poden assegurar, tant mitjançant signatures per verificar les dades com mitjançant resposta de desafiament per verificar la transmissió de les dades, permetent que els identificadors s'utilitzin en aplicacions de gestió de confiança.
És possible que el mateix recurs d'informació subjacent s'associï amb múltiples identificadors, com quan dues biblioteques universitàries generen identificadors (i, per tant, possiblement diferents conjunts de metadades) per al mateix llibre.
El sistema de control és compatible amb el sistema de noms de domini (DNS), però no ho requereix, a diferència dels identificadors persistents com ara PURL o ARK, que són similars als identificadors, però que utilitzen noms de domini. Tanmateix, a diferència d'aquests enfocaments basats en noms de domini, els controladors requereixen un procés de registre de prefix independent i els servidors de maneig separats dels servidors de noms de domini.
Les nanses es poden utilitzar de manera nativa. o expressat com a identificadors uniformes de recursos (URI) mitjançant un espai de noms dins de l'esquema d'URI d'informació ; per exemple, 20.1000/100 es pot escriure com a URI, info:hdl/20.1000/100. Alguns espais de noms del sistema de gestió, com ara els identificadors d'objectes digitals, són espais de noms URI "informació:" per dret propi; per exemple, info:doi/10.1000/182 és una altra manera d'escriure l'identificador de la revisió actual del manual DOI com a URI.
Alguns espais de nom de Handle System defineixen regles de presentació especials.Per exemple, els identificadors d'objectes digitals, que representen un percentatge elevat dels identificadors existents, solen presentar-se amb un prefix "doi:": doi:10.1000/182 .
Qualsevol identificador es pot expressar com a URL (Uniform Resource Locator) mitjançant l'ús del servidor intermediari HTTP genèric ,:
- [enllaç sense format] https://hdl.handle.net/20.1000/100

Alguns sistemes basats en mànec ofereixen un servidor intermediari HTTP que està pensat per utilitzar-lo amb el seu propi sistema, com ara:
- [enllaç sense format] https://doi.org/10.1000/182 .

## Implementació
La implementació del sistema de maneig consisteix en serveis de maneig local, cadascun dels quals està format per un o més llocs que proporcionen els servidors que emmagatzemen identificadors específics. El Registre de maneig global és un servei de maneig local únic que emmagatzema informació sobre els prefixos (també coneguts com a autoritats de nomenclatura) dins del sistema de maneig i es pot consultar per esbrinar on s'emmagatzemen identificadors específics en altres serveis de maneig local dins d'aquest sistema distribuït.
El lloc web de Handle System ofereix una sèrie d'eines d'implementació, especialment HANDLE. NET Software i HANDLE. Biblioteques de client NET. Els clients d'handle es poden incrustar al programari d'usuari final (per exemple, un navegador web) o al programari de servidor (per exemple, un servidor web) i les extensions ja estan disponibles per a Adobe Acrobat i Firefox.
Les biblioteques de programari de client de maneig estan disponibles tant en C com en Java. Algunes aplicacions han desenvolupat eines complementàries específiques, per exemple, per al sistema DOI.
La xarxa interoperable de servidors de resolució de maneig distribuïts (també conegut com a sistema de servidor intermediari) s'enllaça mitjançant un resolutor global (que és una entitat lògica encara que està físicament descentralitzada i reflectida). Els usuaris de la tecnologia Handle System obtenen un prefix de handle creat al Global Handle Registry. El Registre de maneig global manté i resol els prefixos dels serveis de maneig locals. Per tant, qualsevol servei de maneig local pot resoldre qualsevol identificador mitjançant el Resolvedor global.
Els identificadors (identificadors) són passats per un client, com a consulta de l'autoritat/prefix de denominació, al Registre de maneig global (GHR) del sistema de manipulació. El GHR respon enviant al client la informació d'ubicació del servei de gestió local corresponent (que pot consistir en diversos servidors en diversos llocs); aleshores s'envia una consulta al servidor corresponent dins del servei de gestió local. El servei de maneig local retorna la informació necessària per adquirir el recurs, per exemple, un URL que després es pot convertir en una redirecció HTTP. (Nota: si el client ja té informació sobre el LHS adequat per consultar, s'omet la consulta inicial a GHR)
Tot i que el model original del qual deriva el Sistema Handle tractava de la gestió d'objectes digitals, el Sistema Handle no imposa cap model particular de relacions entre les entitats identificades, ni es limita a identificar només objectes digitals: es poden representar entitats no digitals. com a objecte digital corresponent a efectes de gestió d'objectes digitals. Cal una mica de cura en la definició d'aquests objectes i com es relacionen amb entitats no digitals; hi ha models establerts que poden ajudar en aquestes definicions, per exemple, els requisits funcionals per als registres bibliogràfics (FRBR), CIDOC CRM i el model de contingut index. Algunes aplicacions han trobat útil combinar aquest marc amb l'aplicació de maneig: per exemple, la Iniciativa d'Aprenentatge Distribuït Avançat (ADL) reuneix l'aplicació Handle System amb els estàndards existents per al contingut d'aprenentatge distribuït, mitjançant un model de referència d'objectes de contingut compartible. (SCORM), i la implementació del sistema d'identificació digital d'objectes (DOI) del sistema Handle l'han adoptat juntament amb el marc indecs per fer front a la interoperabilitat semàntica .
El sistema de maneig també fa explícita la importància del compromís organitzatiu amb un esquema d'identificador persistent, però no obliga a un model per garantir aquest compromís. Les aplicacions individuals poden optar per establir els seus propis conjunts de regles i infraestructura social per garantir la persistència (p. ex., quan s'utilitzen a l'aplicació DSpace i l'aplicació DOI).

## Principis de disseny
El sistema Handle està dissenyat per complir els requisits següents per contribuir a la persistència
La cadena identificadora:
- no es basa en cap atribut canviable de l'entitat (ubicació, propietat o qualsevol altre atribut que pugui canviar sense canviar la identitat del referent);
- és opac (preferiblement un "número mut": un patró ben conegut convida a suposicions que poden induir a error, i una semàntica significativa pot no traduir-se a través d'idiomes i pot provocar conflictes de marques comercials);
- és únic dins del sistema (per evitar col·lisions i incertesa referencial);
- té característiques opcionals, però agradables de tenir, que haurien de ser compatibles (llegibles per humans, talla i enganxa, incrustables; s'adapta a sistemes comuns, per exemple, l'especificació d'URI).

El mecanisme de resolució d'identificadors:
- és fiable (utilitzant redundància, sense punts de fallada únics i prou ràpid per no semblar trencat);
- és escalable (càrregues més altes gestionades simplement amb més ordinadors);
- és flexible (es pot adaptar a entorns informàtics canviants; útil per a noves aplicacions):
- és de confiança (tant la resolució com l'administració tenen mètodes tècnics de confiança; una organització operativa està compromesa amb el llarg termini);
- es basa en l'arquitectura oberta (fomentant els esforços de palanquejament d'una comunitat per crear aplicacions a la infraestructura);
- és transparent (els usuaris no necessiten conèixer els detalls de la infraestructura).

## Aplicacions
Entre els objectes que actualment s'identifiquen mitjançant nanses hi ha articles de revistes, informes tècnics, llibres, tesis i dissertacions, documents governamentals, metadades, contingut d'aprenentatge distribuït i conjunts de dades. Les nanses es fan servir en aplicacions de filigrana digital, aplicacions GRID, dipòsits i molt més. Tot i que els usuaris individuals poden descarregar i utilitzar HANDLE.NET de manera independent, molts usuaris han trobat beneficiós col·laborar en el desenvolupament d'aplicacions en una federació. Hi fan servir una política comuna o tecnologia addicional per oferir serveis compartits. Com un dels primers esquemes d'identificació persistents, el sistema Handle ha estat àmpliament adoptat per institucions públiques i privades i provat durant diversos anys. (Vegeu Paradigma, Identificadors persistents.)
Les aplicacions del sistema de control poden utilitzar identificadors com a simples identificadors persistents. Solen utilitzar-se per resoldre l'URL actual d'un objecte. També poden optar per aprofitar altres funcions. Suporta el retorn simultàni com a sortida de múltiples peces d'informació actual relacionada amb l'objecte, en estructures de dades definides i això permet establir prioritats per a l'ordre en què s'utilitzaran les diverses solucions. Per tant, els maneigs poden resoldre's a diferents versions digitals del mateix contingut, a llocs reflectits o a diferents models de negoci (de pagament o gratuït, segur o obert, públic o privat). També poden resoldre diferents versions digitals de continguts, com ara una barreja d'objectes necessaris per a un curs a distància.
Actualment hi ha milers de serveis de maneig en funcionament, situats a 71 països, a sis continents sobretot a universitats i biblioteques. Els serveis de manipulació estan gestionats per federacions d'usuaris, laboratoris nacionals, universitats, centres d'informàtica, biblioteques, agències governamentals, contractistes, corporacions i grups de recerca. Els principals editors fan servir el sistema Handle per a la identificació persistent de contingut comercialitzat i d'accés obert mitjançant la seva implementació amb el sistema d'identificador d'objectes digitals (DOI).
El nombre de prefixos, que permeten als usuaris assignar identificadors, està creixent i se situa en més de 12.000 a principi de 2014. Hi ha sis servidors de Registre Global Handle de nivell superior que rebien el 2004 uns 68 milions de sol·licituds per mes. Els servidors proxy coneguts pel CNRI, que passen sol·licituds al sistema, reben de mitjana 200 milions de sol·licituds de resolució al mes.
L'any 2010, el CNRI i la Unió Internacional de Telecomunicacions (ITU) van signar un acord per col·laborar amb sistema Handle (i de l'arquitectura d'objectes digitals en general) i treballen en els detalls d'aquesta col·laboració. L'abril de 2009, la UIT va parlar del sistema de maneig com una «tendència emergent».

## Política d'ús i llicències
Sistema de mànec, mànec. NET i Global Handle Registry són marques comercials de la Corporation for National Research Initiatives (CNRI), una corporació de recerca i desenvolupament sense ànim de lucre als Estats Units. Handle System té patents per part del CNRI, que llicencia la seva tecnologia mitjançant una llicència pública, similar a una llicència de codi obert, per tal de permetre un ús més ampli de la tecnologia. La infraestructura de Handle System és compatible amb el registre de prefix i les tarifes de servei, la majoria provenen de titulars d'un sol prefix. El principal col·laborador actual és la International DOI Foundation. La llicència pública permet l'ús comercial i no comercial a baix cost tant de la tecnologia patentada com de la implementació de referència del programari, i permet que el programari s'incorpori lliurement en altres sistemes i productes. També hi ha un acord de servei per als usuaris que volen proporcionar serveis d'identificació o resolució mitjançant la tecnologia Handle System sota la llicència pública.

## Tecnologies relacionades
El sistema Handle representa diversos components d'una arquitectura d'objectes digitals a llarg termini. El gener de 2010 CNRI va llançar el seu programari de propòsit general Digital Object Repository, un altre component important d'aquesta arquitectura. Hi ha disponible més informació sobre el llançament, inclosa l'especificació del protocol, el codi font i el sistema llest per utilitzar, els clients i les utilitats.